# 5-й истребительный батальон Ленинградского фронта
5-й истребительный батальон — воинская часть вооружённых сил СССР в Великой Отечественной войне.

## История
Батальон сформирован в Ленинграде в Выборгском районе в Политехническом институте 31 августа 1941 года за счёт войск НКВД (из состава сформированных 71-го, 72-го, 82-го, 85-го, 165-го, 167-го, 168-го, 170-го, 172-го, 178-го и 179-го истребительных батальонов НКВД), во исполнение приказа Народного комиссариата внутренних дел СССР № 00804 от 25 июня 1941 года для обеспечения успешной борьбы с парашютными десантами и диверсантами противника в прифронтовой полосе и в тылу. В конце августа доукомплектовывался добровольцами. Насчитывал в своём составе 465 человек.
В составе действующей армии с 26 сентября 1941 года по 10 декабря 1941 года.
Решением Военного совета Ленинградского фронта от 31 августа 1941 года переброшен для обороны правого берега реки Невы в район колонии Овцыно-Шереметьевка.
Занял позиции по правому берегу Невы длиной в двенадцать километров: к северу от местечка Кузьминки, через посёлки Пески и Дубровка до станции Теплобетон. 2-3 сентября 1941 года пресёк попытки передовых частей вермахта переправиться через Неву. Высылал разведывательные группы на левый берег реки Нева, переправлял партизанские отряды и кадровые части на левый берег. В ноябре пополнил советские войска на Невском пятачке и вёл там бои.
С 10 декабря 1941 года по 28 декабря 1941 года расформирован, остатки батальона были обращены на укомплектование 11-й стрелковой бригады.
Командир батальона — капитан Мотох.

### Подчинение
| Дата       | Фронт (участок)     | Армия (район)                  | Корпус | Дивизия | Примечания |
| ---------- | ------------------- | ------------------------------ | ------ | ------- | ---------- |
| 01.10.1941 | Ленинградский фронт | Невская оперативная группа     | -      | -       | -          |
| 01.11.1941 | Ленинградский фронт | 1-я Невская оперативная группа | -      | -       | -          |
| 01.12.1941 | Ленинградский фронт | 8-я армия                      | -      | -       | -          |